# Трикирије
Трикирије (грч. τρικήριον – који има троструку силу, моћ или власт) – свештени свећњак са три укрштене свеће који се користи само у архијерејској литургији. Према црквеним тумачењима три свеће представљају три лица Св. Тројице. За време богослужења архијереј трикиријем и дикиријем благосиља народ.